# Rob Moore
Robert Sean Moore (Hempstead, 27 dicembre 1968) è un allenatore di football americano ed ex giocatore di football americano statunitense che ha militato nel ruolo di wide receiver nella National Football League (NFL). Al college giocò a football alla Syracuse University.

## Carriera
Moore fu scelto nel Draft supplementare del 1990 dai New York Jets. Vi giocò fino al 1994, anno in cui fu convocato per il suo primo Pro Bowl dopo avere superato per la prima volta le mille yard ricevute in stagione. Nel 1995 passò agli Arizona Cardinals e due anni dopo guidò la lega con 1.584 yard ricevute, venendo convocato per il secondo Pro Bowl e inserito nel First-team All-Pro. Rimase coi Cardinals fino al 2001, ritirandosi dopo avere passato la pre-stagione 2002 in forza ai Denver Broncos.

## Palmarès
- Convocazioni al Pro Bowl: 2

1994, 1997
- First-team All-Pro: 1

1997
- Leader della NFL in yard ricevute: 1

1997

## Statistiche
| Ricezioni     | 628   |
| Yard ricevute | 9.368 |
| Touchdown     | 49    |